# Maximilian Jagielski (Architekt)

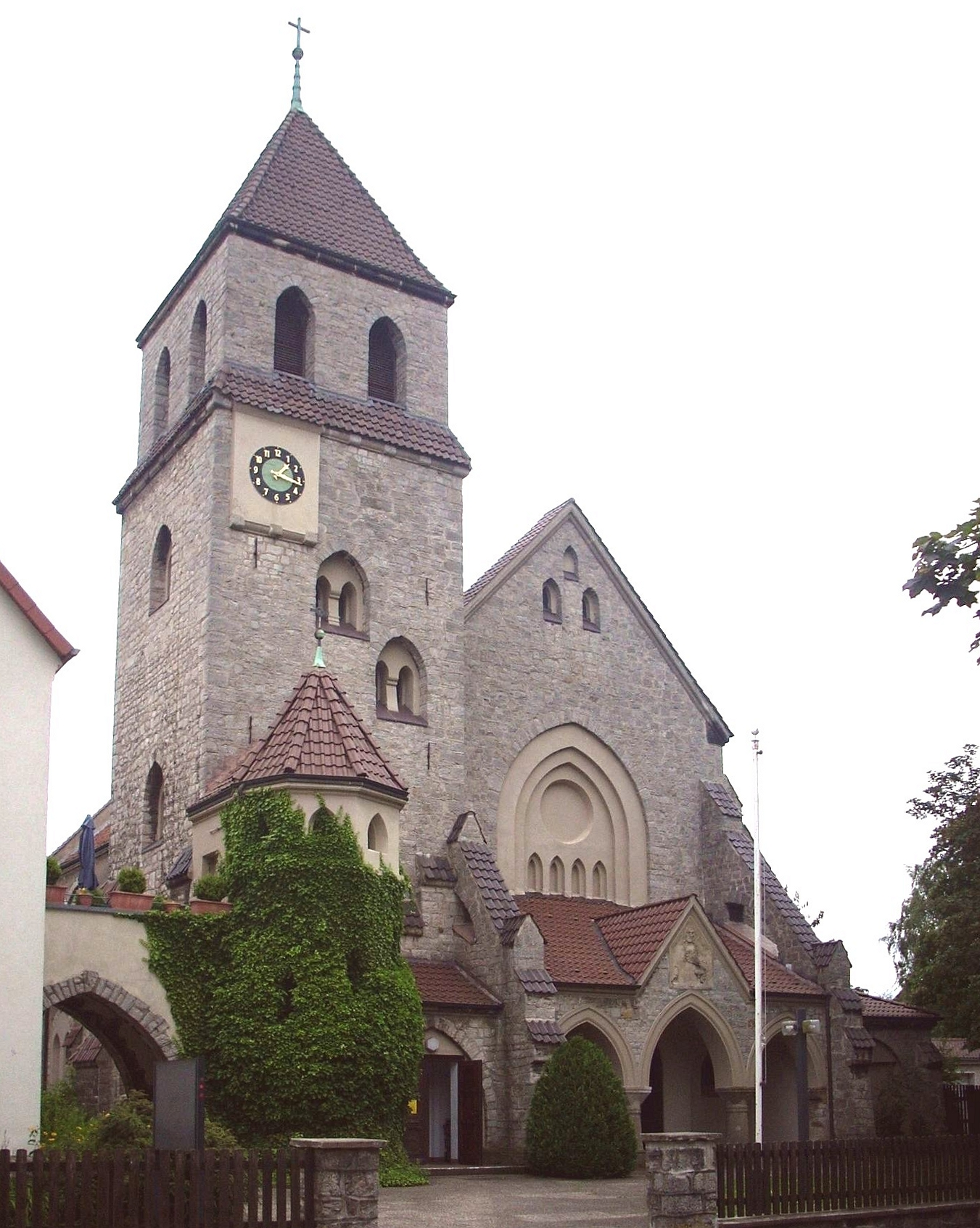
Herz-Jesu-Kirche in Hannover-Misburg

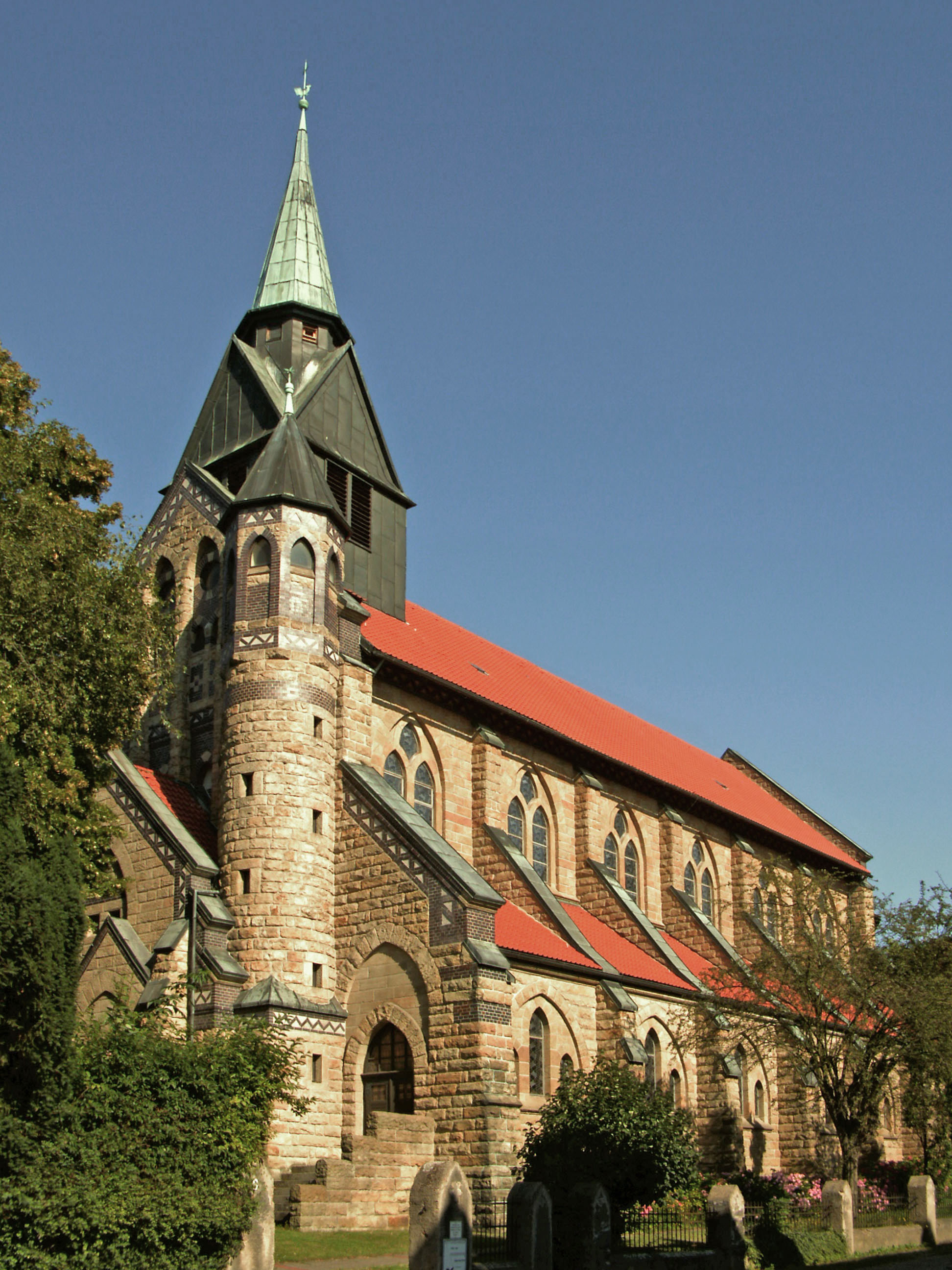
Kirche Maria Hilfe der Christen in Schöningen

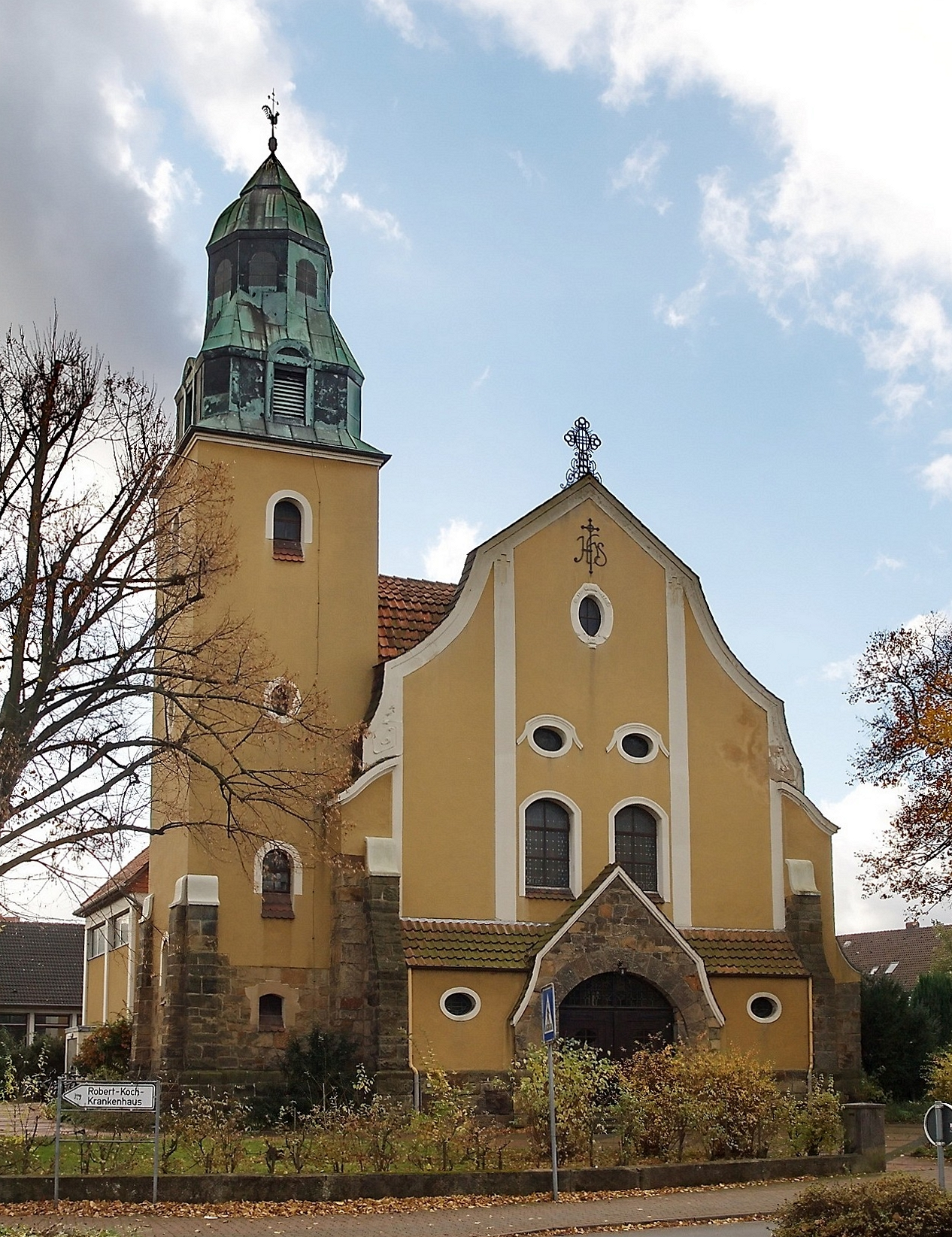
St.-Bonifatius-Kirche in Gehrden

Maximilian Jagielski (* 24. Januar 1876 in Zerbst; † 12. Juni 1912 in Hannover) war ein deutscher Architekt.

## Leben
Einzelheiten zu Jagielskis Ausbildung sind bis heute nicht bekannt, er absolvierte anscheinend eine Maurerlehre. Für mehrere Jahre lebte und arbeitete er in Kristiania (Norwegen), bevor er 1901 nach Hannover kam. Er arbeitete dort zeitweise mit dem Architekten Georg Thofehrn zusammen. Als er mit 36 Jahren starb, hatte er sich vor allem durch katholische Kirchenbauten in historistischen Stilformen einen Namen gemacht. Er betätigte sich außerdem auch als Marinemaler. Jagielski war Mitglied der Hannoverschen Architekten-Gilde.

## Werk
- 1905: katholische Pfarrkirche Herz Jesu in Misburg bei Hannover
- 1906–1907: katholische Herz-Jesu-Kirche in Oebisfelde
- 1907: Pfarrhaus der katholischen Kirche St. Bonifatius in Süpplingen
- 1907–1908: katholische Pfarrkirche St. Maria Hilfe der Christen in Schöningen
- 1910–1911: katholische Pfarrkirche St. Willehad in Wilhelmshaven[1]
- 1911: katholische Liebfrauenkirche in Hamm[2]
- 1911: katholische Pfarrkirche Herz Jesu in Lehe[3]
- 1911: katholische Pfarrkirche St. Bonifatius in Gehrden
- 1912: katholische Pfarrkirche St. Bonifatius in Duisburg-Hochfeld (seit 1985 unter Denkmalschutz)[4]
- 1912: katholische Pfarrkirche St. Joseph in Hannover-List
- 1912–1914: Neubau der katholischen Pfarrkirche St. Anna in Nuttlar (Westfalen) (als Ersatz eines baufälligen Renaissance-Baus)[4]